# Sutoku
Sutoku (japonsky 崇徳天皇, Sutoku-tennó, 7. července 1119─14. září 1164) byl sedmdesátý pátý císař Japonska v souladu s tradičním pořadím posloupnosti. Vládl od 25. února 1123 do své abdikace 5. ledna 1142.
Princ, jehož osobní jméno (imina) před nástupem na Chryzantémový trůn znělo Akihito (顕仁親王), byl prvorozeným synem 74. císaře Toby a jeho manželky Tamako Fudžiwary (1101─1145). V některých starých textech se uvádí, že byl synem Tobova děda císaře Širakawy.

## Události za Sutokuova života

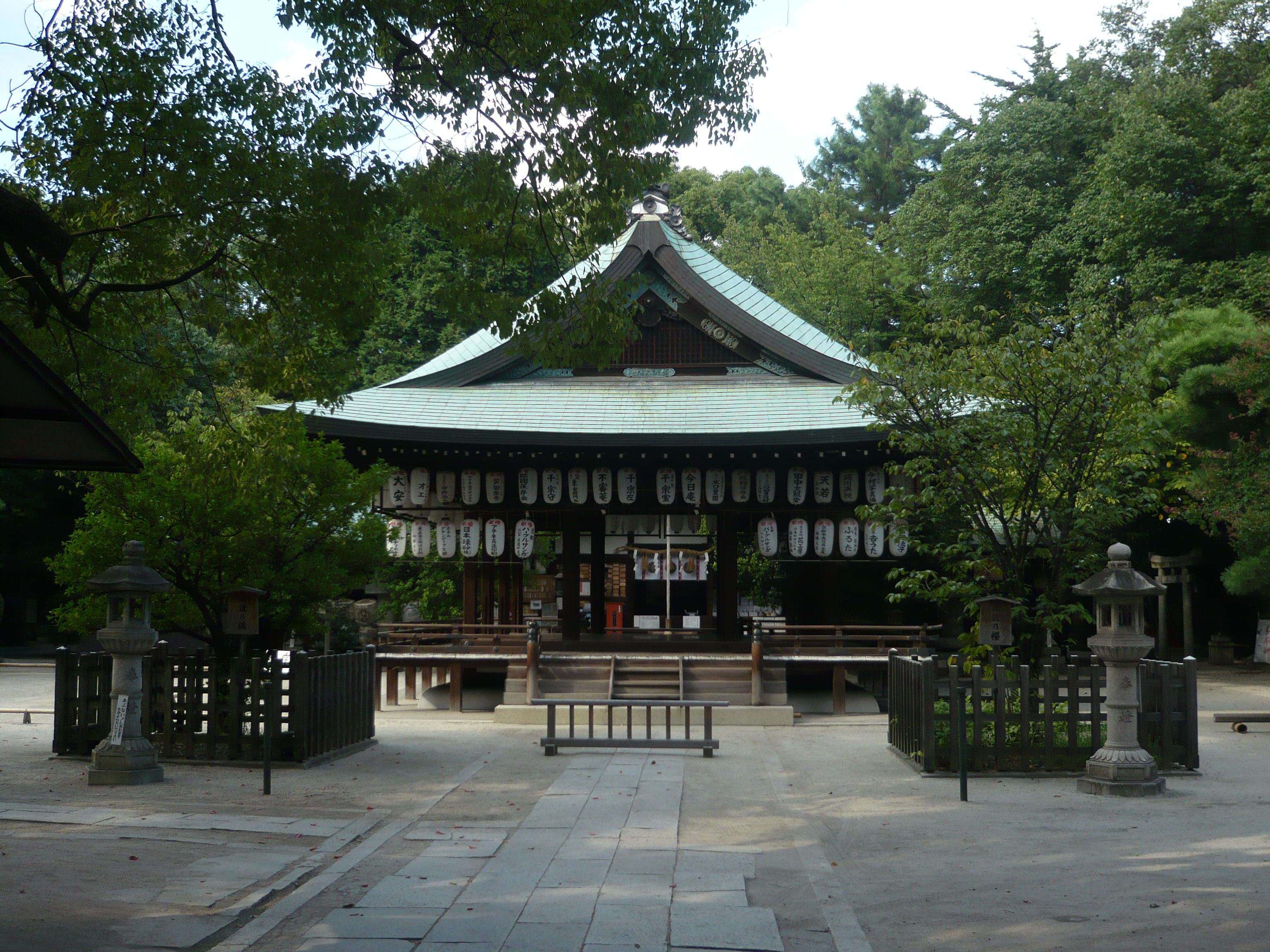
Šintoistická svatyně Širamine v Kjótu

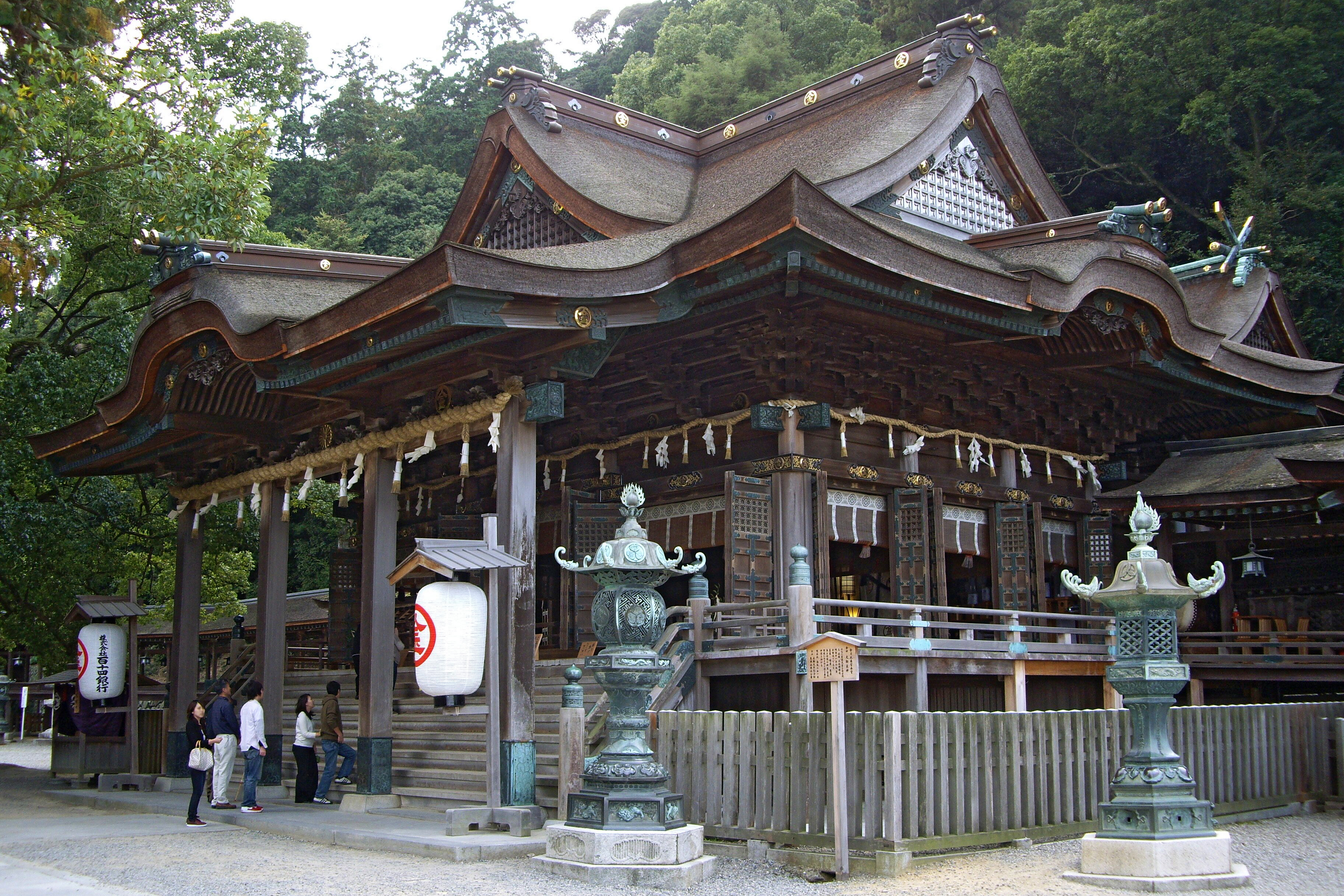
Šintoistická svatyně Kotohira v Kotohiře

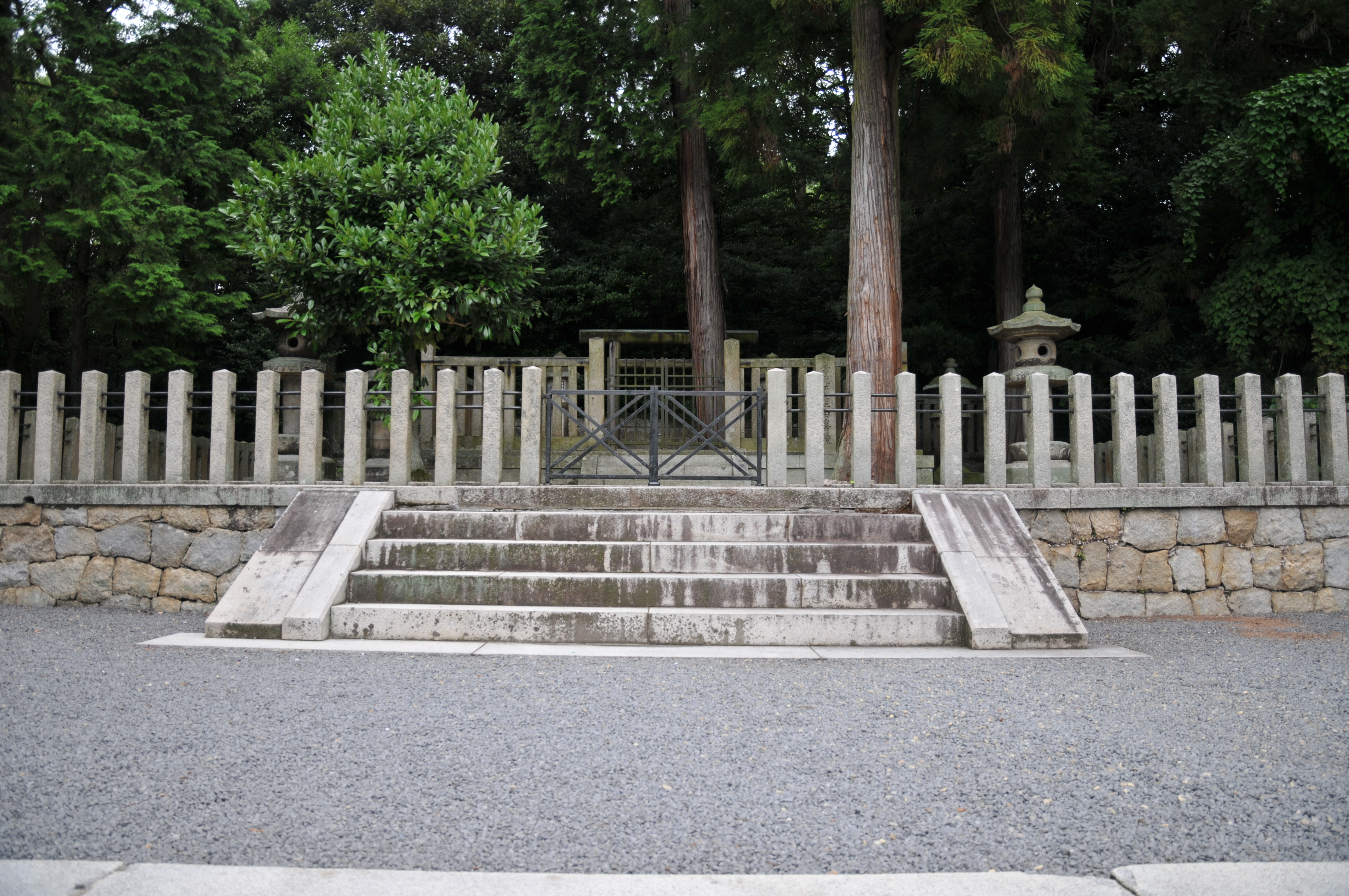
Mauzoleum císaře Sutokua ve svatyni Širamine

Císař Toba odstoupil z trůnu v 16. roce svého panování roku 1123 a následnictví (senso) přijal jeho tříletý syn princ Akihito. Následujícího měsíce pak budoucí císař Sutoku usedl na Chryzantémový trůn (sokui).
V roce 1124 navštívil klášterní císař Širakawa s doprovodem horu Kója. Následujícího roku vykonal císař Sutoku návštěvu svatyně Iwašimizu Hačimangú ve městě Jawata zasvěcenou Hačimanovi a svatyně Kamo v Kjótu. Poté navštívil rovněž kjótské svatyně Hirano, Óharano, Macunó, Kitano Tenmangū, Jasaka a několik dalších.
Roku 1128 nařídila císařova matka Taiken-mon'in na základě svého posvátného slibu stavbu kláštera Enšódži (Antei) v Kjótu. Byl to jeden z šesti chrámů zbudovaných v rámci plnění posvátného slibu (gogandži) na císařský příkaz podle tradice, kterou svým chrámem Hoššódži založil císař Širakawa. Těchto šest chrámů v severovýchodním Kjótu se souhrnně nazývá Rokušódži (六勝寺) a vešlo ve známost jako „Šest vítězných chrámů“.
Dne 17. srpna 1135 zemřel bývalý císař Širakawa. Bylo mu 77 let.
V roce 1141 složil bývalý císař Toba kněžský slib a stal se ve svých 39 letech mnichem.
Dne 5. ledna 1142 císař Sutoku odstoupil v 18. roce svého panování z trůnu ve prospěch svého mladšího bratra, 8. syna bývalého císaře Toby prince Narihita (体仁親王). Krátce nato prý budoucí císař Konoe usedl na japonský trůn.
V roce 1144 nařídil klášterní císař Sutoku sestavení sbírky poezie waka Šika Wakašú (詞花和歌集) neboli Sbírka slovesných květin. Sbírka, jež obsahuje 411 básní v 10 svazcích, byla dokončena asi mezi lety 1151─1154.
Dne 22. srpna 1155 zemřel ve věku 17 let císař Konoe. Následnictví přijal a na Chryzantémový trůn usedl jeho starší bratr a mladší bratr bývalého císaře Sutokua Go-Širakawa.
V srpnu 1156 prohrál bývalý císař Sutoku rozhodující bitvu vzpoury Hógen (28. července─16. srpna), načež byl svým bratrem a vládnoucím císařem Go-Širakawou poslán do vyhnanství do provincie Sanuki na ostrově Šikoku. 
Dne 20. července 1156 zemřel ve věku 54 let bývalý císař Toba.
1158 Go-Širakawa odstoupil z trůnu ve prospěch svého prvorozeného syna prince Morihita (守仁親王), budoucího císaře Nidžóa, a stal se novým klášterním císařem.
Bývalý císař Sutoku zemřel 14. září 1164 ve vyhnanství na ostrově Šikoku. 
Místo, kde byl císař Sutoku pohřben, je známé. Tento císař je tradičně uctíván v pamětní šintoistické svatyni (misasagi) v Sakaide v prefektuře Kagawa. Císařovo kami je rovněž uctíváno v šintoistických svatyních Širamine v Kjótu a Kotohira ve městě Kotohira v prefektuře Kagawa. Úřad pro záležitosti japonského císařského dvora stanovil svatyni Širamine jako Sutokuovo mauzoleum. Formálně nese jméno Širamine no misasagi.

## Rodina
Císařský princ Akihito neboli císař Sutoku měl 4 manželky, s nimiž zplodil neznámý počet dětí. 

## Legenda

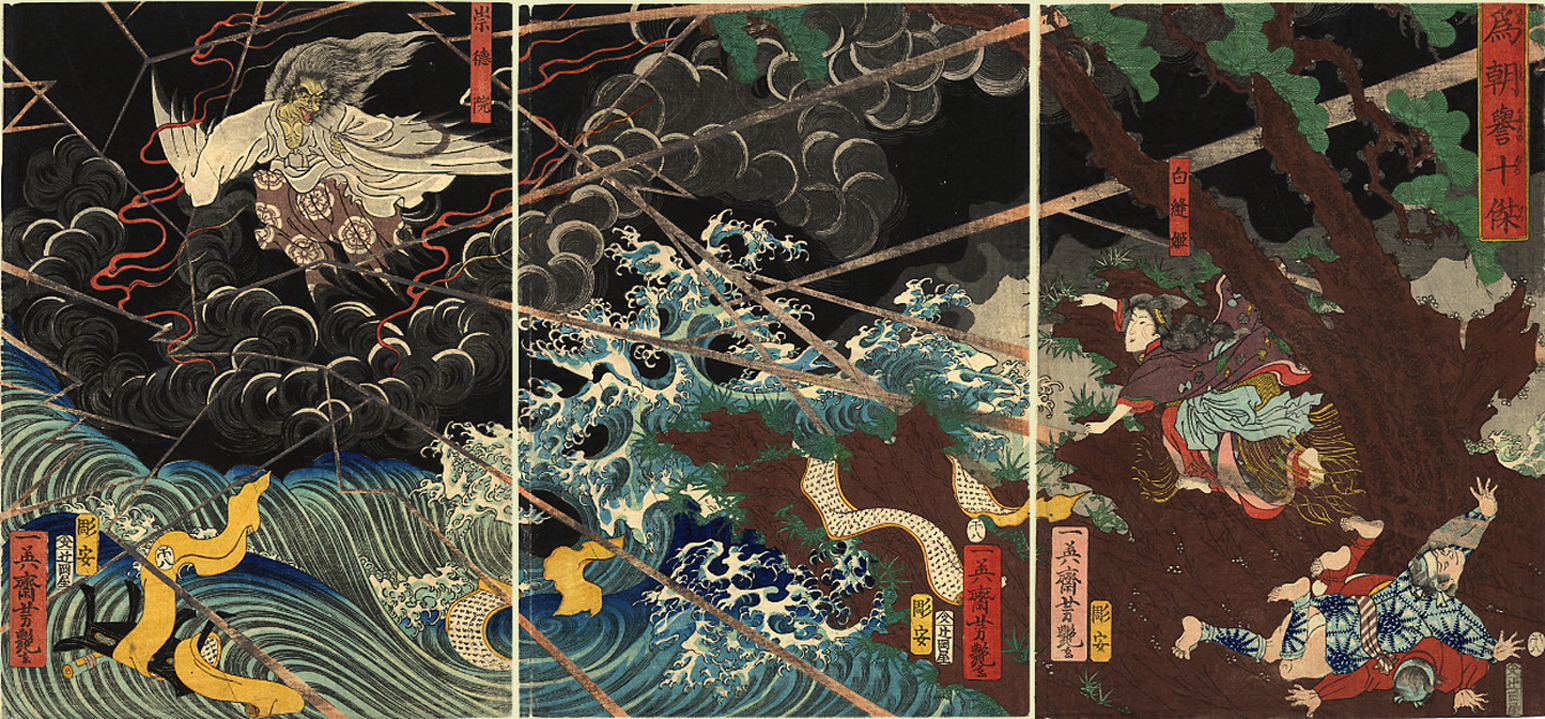
Princezna Širanui bojuje se zlým Sutokuem. Triptych ze série Deset hrdinů Tametomo od Jošicuji Utagawy

Po své abdikaci a ve vyhnanství se Sutoku věnoval mnišskému životu. Opsal si mnoho posvátných textů a nabídl je císařskému dvoru. Dvůr je však odmítl přijmout, neboť dvořané se obávali, že jsou prokleté. Sutoku prý nesnášel dvůr a po své smrti se stal pomstychtivým duchem (onrjó).  Všechno zlé, následným úpadkem císařského dvora počínaje přes vzestup samurajské moci až po sucha a vnitřní nepokoje se svádělo na jeho mstivou zlobu.
Společně s Mičizanem Sugawarou, a Masakadem Tairou bývá často nazýván jedním ze Tří velkých japonských onrjó.
Také v literárních dílech z období Edo, jako je Ugecu Monogatari (Příběh o deštivém Měsíci), a na malbách ukijo-e od Jošicuji Utagawy je císař zobrazován jako pomstychtivý duch (onrjó).